# Aéroport international Ernesto Cortissoz
Pour les articles homonymes, voir BAQ (homonymie).
L'Aéroport international Ernesto Cortissoz (en espagnol: Aeropuerto Internacional Ernesto Cortissoz) (code IATA : BAQ • code OACI : SKBQ) est un aéroport international situé à Soledad et qui dessert la ville de Barranquilla, en Colombie.

## Description
L'aéroport est situé dans la municipalité de Soledad, à 12 kilomètres du centre de Barranquilla. Il peut recevoir des avions gros-porteurs comme le Boeing 747 ou 767, le McDonnell Douglas DC-10 ou l'Airbus A340. C'était un des plus gros aéroports de Colombie. Aujourd'hui, l'aéroport est le cinquième du pays en nombre de passagers. Il a deux terminaux : celui réservé aux liaisons internes (ses portes correspondantes sont les no 6-13), et celui réservé aux liaisons internationales (portes 1-5 et 5A). En juillet 2007, le Departamento Administrativo de la Aeronáutica Civil a donné à l'aéroport le statut de « ciel ouvert », ce qui signifie qu'il peut accueillir un vol de toute provenance du monde à une fréquence illimitée. Cette action a été faite pour promouvoir l'activité touristique sur les côtes de Barranquilla.

## Situation

### Carte des aéroports de Colombie
| \| 20 km1:4 119 000 \| Acandí Apartadó / Carepa Araracuara Arauca Armenia Bahía Solano Barrancabermeja Barranquilla / Soledad Bogota Bucaramanga · Lebrija Buenaventura Cali Carthagène · des Indes Corozal Cúcuta Florencia Guapi Ibagué Ipiales · Aldana La Chorrera La Pedrera Leticia Maicao Manizales Medellín Medellín O. H. Mitú Montería Neiva Nuquí Ocaña Pereira Popayán Providencia Puerto · Asís Puerto · Carreño Quibdó Riohacha San Andrés San José · del Guaviare San Juan · de Pasto San Vicente · del Caguán Santa Marta Saravena Tame Tumaco Valledupar Villavicencio Yopal |
| 20 km1:4 119 000 |

## Compagnies et destinations
| Compagnies        | Destinations |
| ----------------- | --- |
| Air Century       | Saint-Domingue-Dr. J. Balaguer                                                                                          |
| American Airlines | Miami |
| Avianca           | - Bogota-El Dorado, - Bucaramanga-Palonegro, - Cali-Alfonso-Bonilla-Aragón, - Cúcuta, - Medellín-J. M. Córdova, - Miami |
| Clic              | Montería (en), Valledupar (en)                                                                                          |
| Copa Airlines     | Panama-Tocumen |
| EZAir             | Curaçao En saison: Bonaire-Flamingo                                                                                     |
| Helicol           | Charter: El Correjón, Maicao-J.Isaacs (en)                                                                              |
| LATAM Colombia    | Bogota-El Dorado, Medellín-J. M. Córdova                                                                                |
| Spirit Airlines   | Fort Lauderdale-Hollywood                                                                                               |
| Wingo             | Bogota-El Dorado, Balboa, Panama, San Andrés-G. R. Pinilla                                                              |

Édité le 08/04/2018  Actualisé le 18/12/2023

## Caractéristiques

### Piste d'atterrissage
La piste d'atterrissage de l'aéroport international Ernesto-Cortissoz a une longueur de 3 000 m, et une largeur de 45 m. Il y a également une piste parallèle réservée aux véhicules qui rejoint les deux extrémités de la piste d'aviation. Les trois bretelles situées près du centre de la piste d’atterrissage connectent la piste de véhicules avec le taxi ; elles sont larges de 22,5 m et faits de béton.

### Rampes
L'aéroport a trois aires pour garer les avions ; elles sont utilisées pour les avions de commerce, les cargos et les avions militaires. La rampe pour les avions de commerce est située à l'opposé du bâtiment du terminal des passagers et contient 16 emplacements. La rampe pour les cargos est située au nord du terminal passager, près de l'extrémité de la piste 23.

### Terminal pour passagers
L'aéroport contient un terminal réservé aux passagers pour gérer le trafic commercial. Il y a 36 postes de vérification, plusieurs boutiques (dont une boutique hors taxes), des cafés et un restaurant. Il y a deux zones réservées aux passagers, une pour les vols internes et une pour les vols internationaux. Les voyageurs internes passent par les portes 6, 7, 8, 9, 10, 11, 12 et 13, chacune étant équipée d'une zone d'attente. Seules les portes 6, 7, 8 et 9 disposent d'un accès à l'embarquement. Les voyageurs internationaux passent par les portes 1, 2, 3, 4 et 5, également équipées de zones d'attente. Toutes les portes donnent un accès à l'embarquement, à l'exception de la première.
Les arrivants ayant pris un vol interne récupèrent leurs bagages au premier étage. Les passagers des vols internationaux les récupèrent dans la même salle, mais doivent d'abord passer par la « zone d'immigration », où ils sont contrôlés et fouillés si nécessaire. Après avoir quitté le bâtiment du terminal, l'on a accès à la zone publique, aux guichets, aux boutiques et au parking. Un second parking est réservé aux taxis.

### Terminal à cargos
Le terminal à cargos est situé au nord-est du terminal pour passagers et a une superficie d'environ 9 000 m2. Il est situé à l'endroit où se trouvait l'ancien terminal passager. Le quai de chargement peut recevoir deux avions simultanément. L'utilisation de ce terminal représente 30 % de l'activité de l'aéroport.

## Statistiques
Pour des raisons techniques, il est temporairement impossible d'afficher le graphique qui aurait dû être présenté ici.

Voir la requête brute et les sources sur Wikidata.

## Incidents
- Le 17 mars 1995, un Intercontinental DC-9 a été incendié alors qu'il était garé. Personne ne se trouvait dans l'appareil ce jour-là[1].
- Le 19 novembre 2006, un DC-10 de la compagnie Cielos Airlines a dépassé la piste lors de l'atterrissage, dans de très mauvaises conditions météorologiques. Les six membres de l'équipage ont été blessés.
- Le 21 novembre 2006, le vol Avianca 9522 en provenance de Bogota a également dépassé la piste. Les 135 personnes à bord ont survécu.
- Le 23 août 2008, le vol Aires 0051 en provenance de Curaçao a également dépassé la piste ; il avait un problème avec son train d'atterrissage. Aucune victime parmi les 25 passagers n'a été déplorée[2].